# Dexterov laboratorij
Dexterov laboratorij (izvorno ime Dexter's Laboratory ili skraćeno Dexter's Lab) je američki crtani film čiji je tvorac Genndy Tartakovsky. Producirali su ga Hanna-Barbera za Cartoon Network od 1996. do 1999. i Cartoon Network studio od 2001. do 2002. Izvorna test epizoda pojavila se prvi put u Cartoon Networkovom programu "What a Cartoon". Ovaj crtani film bio je prvi izvorni program tvrtke Cartoon Network. U Ujedinjenom Kraljevstvu prvi put je prikazan u proljeće 1997., a također se prikazivao na kanalu Cartoon Network DVA. Od 2006. prikazuje se na TV-kanalu Boomerang.
Redatelji i scenaristi serije su Genndy Tartakovsky, Rumen Petkov, Craig McCracken, Seth MacFarlane, Butch Hartman, Rob Renzetti, Paul Rudish, Mark O'Hare, John McIntyre i Chris Savino.

## Opis
U seriji se radi o osmogodišnjem dječaku-genijalcu s čudnim naglaskom koji se zove Dexter. Ima tajni laboratorij koji je pun napredne tehnologije i opreme koju je sam napravio, a ona je skrivena iza police u njegovoj sobi. Kako bi pristupio laboratoriju, mora izgovoriti određenu zaporku ili uključuje tajni prekidač u polici. Dexter je gotovo uvijek u sukobu sa svojom starijom sestrom Dee Dee, koja uživa igrajući se u laboratoriju svoga brata i na taj način uništava njegove tvorevine.
Dexterov najveći suparnik i neprijatelj je dječak po imenu Susan, koji se predstavlja pod imenom Mandark. On pokušava uzeti zasluge za Dexterove tvorevine, i također želi uništiti Dexterov laboratorij. Mandark je također potajno zaljubljen u Dee Dee. U kasnijim sezonama, Mandark postaje više opakiji i zao, njegov laboratorij je tamnog izgleda (umjesto svijetlog i nacrtanog), a njegovi planovi su više zli.
Humor crtanog filma potječe iz Dexterove stalne borbe sa svojom sestrom i Dexterove teške prilagodbe u društvu u kojemu živi.
U crtanom filmu su čudni završetci, tvorci nas ostavljaju u neizvjesnosti što će se sljedeće dogoditi. Na primjer, jedna epizoda završava tako što je Dexterov laboratorij eksplodirao ili druga završava tako što ogromno čudovište napada kuću ili je Dexter ponovo zarobljen na drugom planetu čim se jedva vratio živ s nje, itd.
Posebni crtani film od sat vremena, Ego Trip, bio je pušten na Cartoon Networku 1999., Dexter putuje u budućnost gdje upoznaje samoga sebe, itd. S tim filmom je trebala završiti serija, ali su 2001. uslijedile dvije sezone nakon toga.

## Povijest
Dexterov Laboratorij je inspiriran jednim od crteža balerine Genndyja Tartakovskoga. 1991., napravio je svoj prvi kratak crtani film o Dexteru. 20. veljače 1995., Dexterov Laboratorij se pojavio po prvi put u emisiji "What a Cartoon". U ožujku 1996., pojavila se prva sezona. U epizodama prve polovice prve sezone, puštao se crtani film Dial M for Monkey (Pozovi M za Majmuna) između dva Dexterova crtana filma. U drugoj polovici prve sezone, puštao se crtani film The Justice Friends (Prijatelji pravde) između dva Dexterova crtana filma. Također se pojavljivao crtani film "TV Puppet Pals", ali kao "priča u priči". Dexterov Laboratorij je završen s produkcijom 1998., ali je produkcija nastavljena 2001.
Nove epizode, koju su trajale još dvije sezone, imale su drugi produkcijski tim nego izvorne. Zadnje dvije sezone su dosta kritizirane od obožavatelja zbog promjene izgleda likova, izgleda pozadina, promjene priče i pozadine iza određenih likova, drugi zvučni efekti (koji su obično bili svi klasični Hanna-Barbera zvučni efekti) i promjena karaktera likova, gotovo se uopće nisu pojavljivali: "Prijatelji Pravde" i "Pozovi M za Majmuna". Također, neki likovi su zvučali drugačije zbog promjene glumaca (Najprimjećeniji je bio Dexter kojemu je glas posudio Kandi Milo umjesto Kristine Kavangauh).
Genndy Tartakovsky gotovo ništa nije radio vezano za zadnje dvije sezone, jer je radio crtane filmove kao što su: Samuraj Jack i Ratovi Zvijezda: Ratovi klonova.

## Glasovi
- Christine Cavanaugh - Dexter (sezona 1, 2; epizode 53, 54, 55, 57C)
- Kath Soucie - Dexterova majka, glas računala, Agent Honeydew, Oceanbird, Lee Lee
- Candi Milo - Dexter (epizode 56, 57A, 57B i nadalje)
- Alison Moore - Dee Dee (sezona 1 i 3)
- Kathryn Cressida - Dee Dee (sezona 2 i 4)
- Kimberly Brooks - Mee Mee
- Jeff Bennett - Dexterov otac, Windbear, ...
- Eddie Deezen - Mandark
- Frank Welker - Majmun, Gospodin Luzinski, Nepobjedivi Krunk
- Rob Polsen - Major Glory, lutka Mitch, ...
- Tom Kenny - Valhallen, pripovjedač, lutka Clem, Modercai, ...
- Sirena Irwin - Dexterov djed

## Hrvatska sinkronizacija
- Dexter - Olga Pakalović
- Didi - Sanja Hrenar
- Mama - Ivana Hajder
- Tata - Anđelko Petric
- Super tip i Mandark - Željko Duvnjak
- Vallhalen i učitelj - Alen Šalinović